# إريك كارمن
إريك كارمن (بالإنجليزية: Eric Carmen) هو عازف بيانو ومغني ومغن مؤلف وكاتب أغاني أمريكي، ولد في 11 أغسطس 1949 في كليفلاند في الولايات المتحدة.

## وصلات خارجية
- الموقع الرسمي
- إريك كارمن على موقع IMDb (الإنجليزية)
- إريك كارمن على موقع ميوزك برينز (الإنجليزية)
- إريك كارمن على موقع قاعدة بيانات برودواي على الإنترنت (الإنجليزية)
- إريك كارمن على موقع إن إن دي بي (الإنجليزية)
- إريك كارمن على موقع أول ميوزيك (الإنجليزية)
- إريك كارمن على موقع ديسكوغز (الإنجليزية)
- إريك كارمن على موقع قاعدة بيانات الفيلم (الإنجليزية)